# Гибольдехаузен
Гибольдехаузен (нем. Gieboldehausen) — община в Германии, в земле Нижняя Саксония.
Входит в состав района Гёттинген. Подчиняется управлению Гибольдехаузен. Население составляет 3936 человек (на 31 декабря 2010 года). Занимает площадь 19,86 км².
| Год  | Население |
| ---- | --------- |
| 1990 | 3304      |
| 1995 | 3947      |
| 2000 | 4100      |
| 2005 | 4131      |
| 2010 | 4002      |